# Каласмийский язык
Каласмийский (калашмийский) язык — вымерший анатолийский язык, на котором говорили в позднем бронзовом веке в городе-государстве Каласма (Калашма, хетт. Kalašma) на северо-западной окраине Хеттской империи, вероятно, в районе современного турецкого ила Болу.

## Открытие
Первый (и пока единственный) текст на каласмийском языке был обнаружен в 2023 году исследователями из Вюрцбургского университета. Написанный на глиняной табличке (индекс KBo 71.145), он является частью Богазкёйского архива, раскопанного в Хаттусе, хеттской столице. Табличка, написанная хеттской клинописью в XIII веке до н. э., является одной из многих в архиве, где записаны ритуалы подданных империи и соседних народов. Введение на хеттском языке описывает основной текст как «язык земли Каласма» (URUka-la-aš-mi-li).
Язык был расшифрован профессором Даниэлем Швемером в его работе «Keilschrifttexte aus Boghazköi (Клинописные тексты из Богазкёя)» и является частью анатолийской ветви индоевропейской языковой семьи, что подтверждено профессором Элизабет Рикен (Марбургский университет). Его место в анатолийских языках не определено, но было высказано предположение, что он является частью лувийской подгруппы.
Подробный анализ текста был опубликован в ноябре 2024 года Элизабет Рикен, Ильёй Якубовичем и Даниэлем Швемером.